# 2'-O-ريبوزيل أدينوسين فوسفات
الـ2'-O-ريبوزيل أدينوسين فوسفات (بالفرنسية: 2'-O-Ribosyladénosine phosphate)‏ واختصارا أر(ف) صيغته الجزيئية C15-H22-N5-O11-P،هو نوكليوسيد نادر مشتق من الأدينوزين بإضافة جزيء ريبوز مؤستر بمجموعة فوسفات للذرة 2'، يتواجد طبيعيا لدى بعض جزيئات الرنا الناقل والريبوسومي. كمثال يتواجد جزيء الـأر(ف) في الرنا الناقل للميثيونين 

الرنا الناقل البادئ لدى الخميرة. 2'-O-ريبوزيل أدينوسين فوسفات موضح بـ A*.